# Комсомольский (Фировский район)
Комсомольский — посёлок в Фировском районе Тверской области. Входит в состав Рождественского сельского поселения.
Находится в 22 километрах к северу от районного центра посёлка Фирово, на реке Шлина.
Населения по переписи 2010 года 167 человек.
В посёлке имеется деревообрабатывающий завод, клуб, библиотека, медпункт, отделение связи, магазин.

## История
По данным 1997 года 515 жителей в 225-и хозяйствах.